# Pittura su tavola

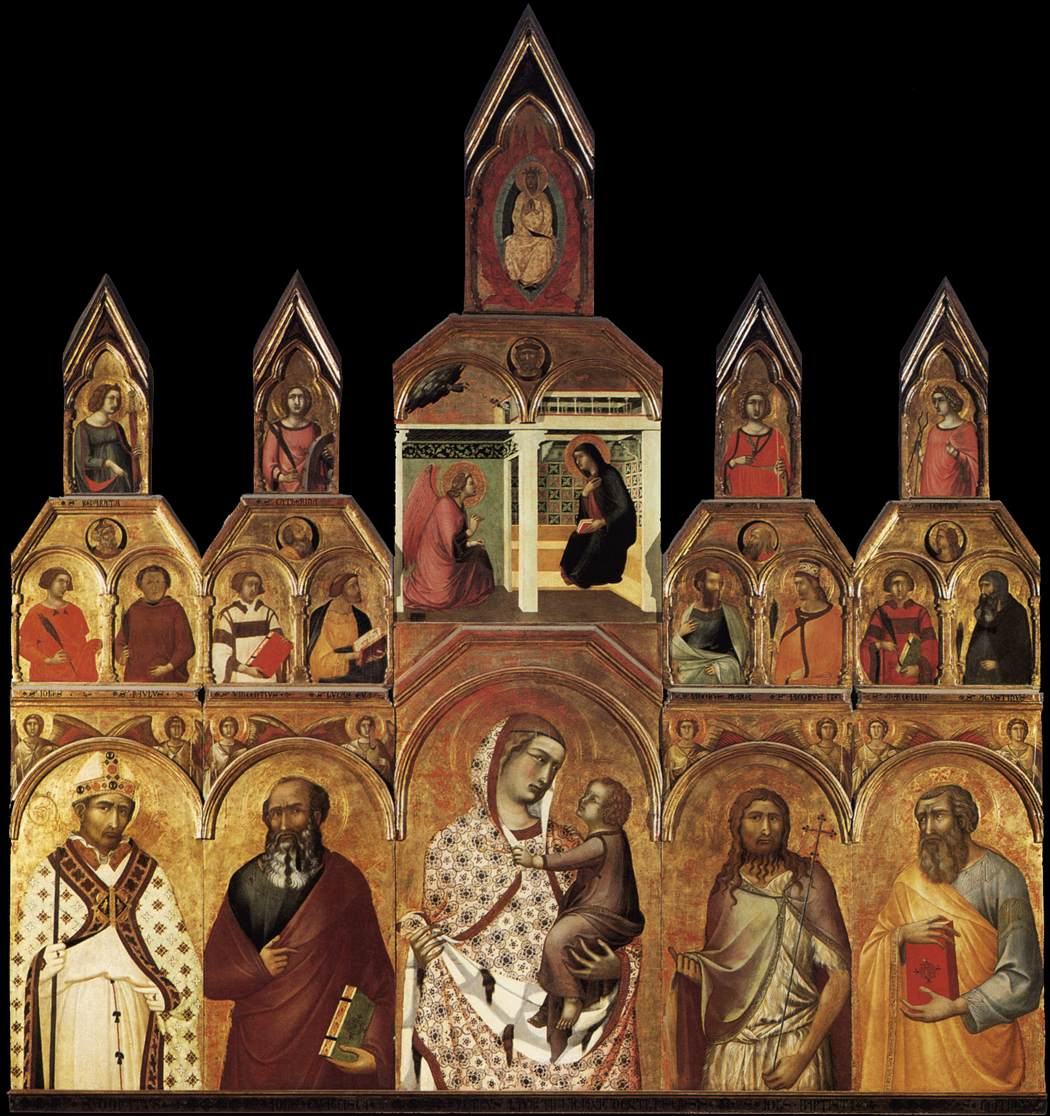
Pietro Lorenzetti, Polittico della Pieve di Arezzo, su tavola

La tavola è stato il principale supporto delle opere pittoriche europee dall'antichità al XVI secolo, prima di venire quasi completamente sostituita dalla pittura su tela.
La produzione più tipica della pittura su tavola medievale è il polittico (o trittico o dittico...), usato per decorare gli altari delle chiese. Con il passare del tempo essi si arricchirono di sempre più scomparti e cornici più complesse.

## Storia

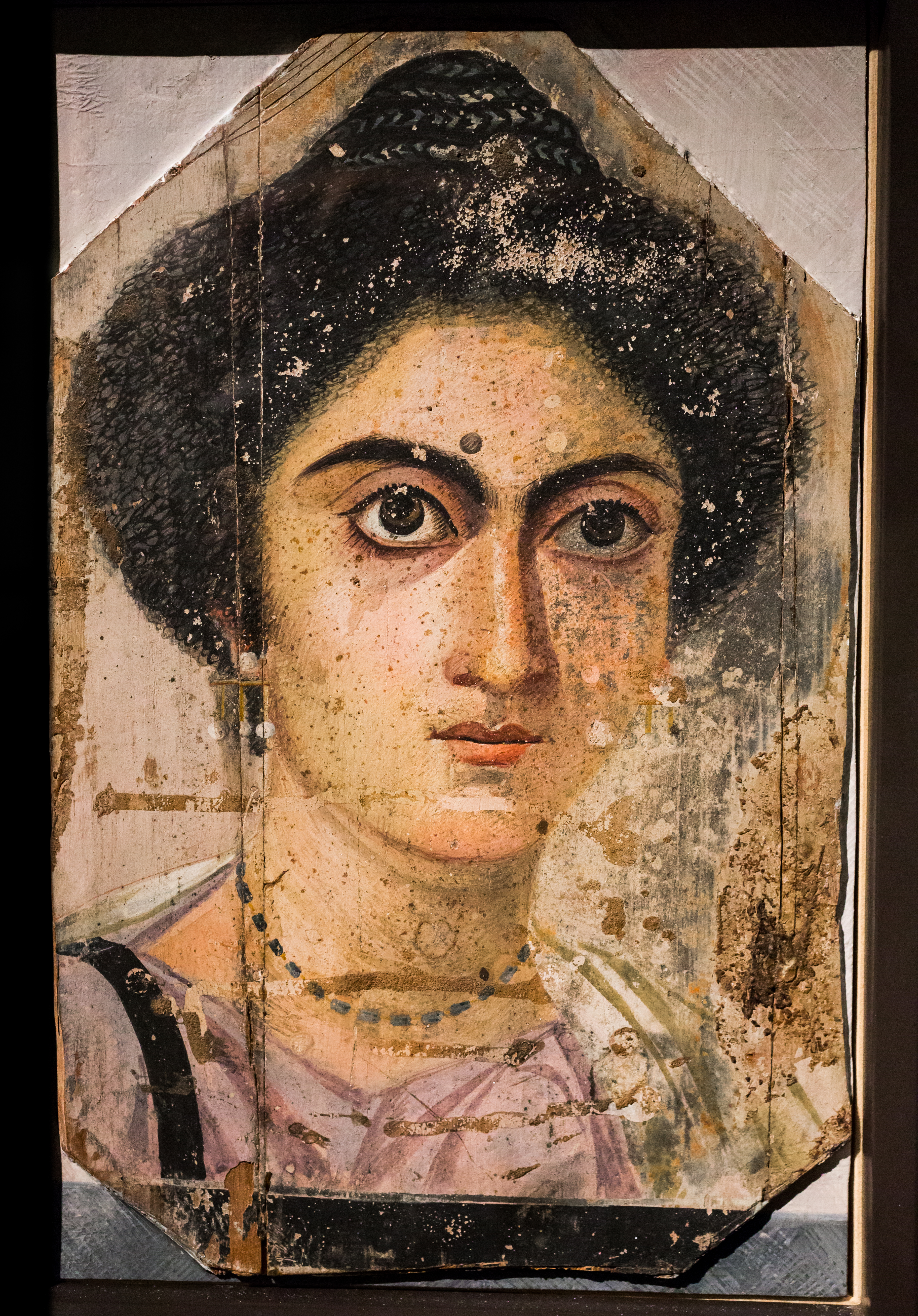
Ritratto femminile proveniente da Tebe, datato al II sec. dc, Firenze, Museo Archaeologico Nazionale

Esistono testimonianze di pittura su tavola sia nella Grecia antica che nella Roma antica, ma solo alcuni frammenti ci sono pervenuti, mentre, per ragioni climatiche, ci sono esempi più numerosi provenienti dall'Antico Egitto. Plinio il Vecchio ad esempio, nel I secolo d.C., si lamentava della decadenza della pittura perché veniva dismessa la pittura su tavola, secondo lui l'unica produzione di merito, in favore della pittura parietale, secondo lui più scadente (poiché l'affresco richiedeva tempi di esecuzione molto più brevi).
Nel mondo bizantino questo tipo di pittura ebbe una grandissima diffusione, ma pochi esemplari ci sono giunti anteriori al periodo iconoclasta dell'VIII secolo.
La pittura su tavola tornò ad essere popolare in Europa nel XII secolo, per via delle nuove pratiche liturgiche che prevedevano la celebrazione della messa con il sacerdote davanti e non oltre l'altare, il quale diveniva così libero per esservi poste immagini sacre (dossali e crocifissi sagomati).
Tra il XIII e il XIV secolo in Italia ci fu il periodo d'oro della pittura su tavola, sebbene si stimi che la stragrande maggioranza della produzione dell'epoca sia andata distrutta.
Nel XV secolo, con l'umanesimo e il Rinascimento gli schemi tradizionali vennero superati, con una superficie pittorica trattata in maniera più libera e meno rigida. I nuovi ceti borghesi e mercantili richiedevano opere di nuovo formato come i ritratti, mentre si delineava un maggiore realismo con la scomparsa del fondo oro.
Nel XV secolo a Venezia si iniziò a diffondere l'uso di dipingere su tela (fino ad allora utilizzato solo occasionalmente per oggetti leggeri come gli stendardi processionali). La tela, come supporto, aveva l'innegabile pregio della maggior trasportabilità, la relativa economicità e l'ottima resa, tanto che gradualmente si diffuse in tutta Europa, conquistando un primato tuttora indiscusso.

## Tecnica
La "tavola" lignea era di solito preparata assemblando delle assi di legno stagionato per alcuni anni (affinché fosse meno soggetta a deformazioni). In Italia e nel sud Europa si sceglievano legni molto diffusi come quelli di pioppo, di tiglio o di cipresso, mentre nell'area fiamminga si usavano legni più rari e pregiati: in ogni caso, i risultati in termini di durata nel tempo per entrambi i metodi si sono rivelati ottimi. L'importante era evitare legni che contenessero difetti come nodi o alte quantità di tannino (come il castagno), una sostanza contenuta in molte specie vegetali, che talvolta rifioriva anche sulle tavole stagionate, macchiando di nero lo strato preparatorio o addirittura la pellicola pittorica. Le tavole erano accostate in genere in file verticali, tenute insieme da cerniere estraibili sul retro.

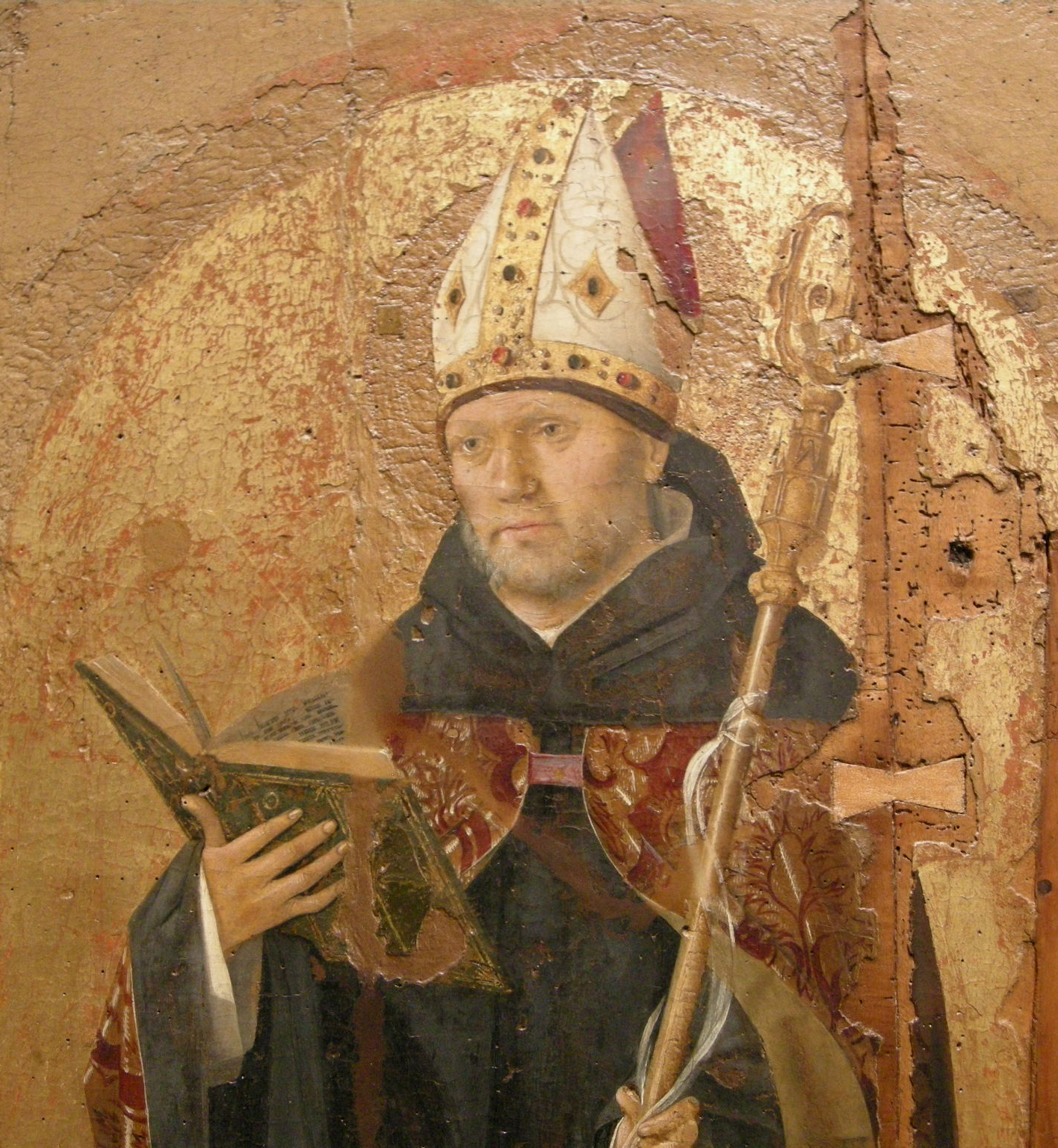
Antonello da Messina, particolare del Polittico di san Gregorio, 1473, danneggiata dal terremoto di messina, mostra nelle lacune del colore le tavole sottostanti

### Incollaggio, telaggio e ingessatura
Il legno, una volta piallato e levigato, veniva impregnato con una o più mani di colla naturale, la cosiddetta "colla di spicchi", ottenuta facendo bollire e restringere ritagli di pelle animale. Poi si procedeva a fasciare le tavole con una tela morbida, preferibilmente tela vecchia (il cosiddetto "cencio di nonna"), che veniva poi impresso con almeno due strati di gesso: uno ruvido di gesso grosso, per livellare, e uno fine di gesso sottile, per creare la base pittorica su cui si procedeva disegnando coi carboncini.

### Strato preparatorio e imprimitura
Lo strato preparatorio era così costituito da un impasto di colla animale unita ad una carica inerte costituita, in Italia, da gesso (solfato di calcio) oppure, in Fiandra, dal bianco di calce o creta bianca (carbonato di calcio), applicato a caldo con il pennello fino ad otto volte per ottenere una superficie uniforme e lisciata. Durante il XV secolo, in area fiamminga, si procedeva ad impermeabilizzare il sostrato bianco, applicando una pellicola di olio essiccante, traslucida e incolore o leggermente pigmentata, detta imprimitura. Il procedimento venne adottato in Italia a partire dalla seconda metà del secolo, la tecnica essendo già menzionata nel Trattato di architettura del Filarete. Oltre ad isolare lo strato preparatorio, impermeabilizzandolo e riducendone pertanto la porosità, l'imprimitura consente anche di facilitare l'applicazione dello strato pittorico rendendo più scorrevole la pennellata. L'imprimitura svolge anche un importante ruolo ottico accentuando il contrasto cromatico del dipinto. Questo effetto è realizzato principalmente attraverso l'imprimitura bianca che essendo altamente riflettente accentua l'intensità luminosa dello strato pittorico sovrapposto.

### Doratura
Se l'opera prevedeva la doratura si stendeva sulla parte da dorare uno strato di bolo, cioè un'argilla rossastra (solitamente proveniente dall’armenia) sciolta in una soluzione di acqua e colla di conoglio (generalmente in rapporto 1:15 o 1:20). Esistono varie preparazioni in terre dai molteplici colori, ad esempio verde molto usata nel Nord-Italia. La foglia d'oro sottilissima veniva poi stesa su un cuscino in pelle di camoscio, sezionata con appositi coltelli e applicata per rettangoli mediante una pennellessa di vaio, che precedentemete strofinata sulla guancia del doratore, si caricava di elettricità statica ed attirava a se le foglioline d’oro. In seguito la porzione di foglia veniva appoggiata sulla superficie con il bolo precedentemente umettata con una soluzione di acqua e colla animale (molto blanda). La foglia applicata sulla tavola, dopo un’asciugatura parziale e non completa, veniva brunita (lucidata) con uno strumento composto da un manico di legno e una pietra d'agata, arrotondata e levigata, in grado di dare alla superficie aurea un aspetto lucido e uniforme. Questo tipo di doratura viene comunemente chiamata "a guazzo" per differenziarla della doratura realizzata con semplice colla definita “a missione”. Spesso la superficie dorata veniva sovraimpressa con bulini, rotelle e punzoni per creare la cosiddetta bulinatura. Diversamente se si volevano creare parti aggettanti si interveniva con la tecnica della pastiglia spesso composta da gesso e colle animali, operazione che chiaramente doveva essere svolta prima della stesura del bolo. 

### Pastiglia
Una tecnica accessoria era la lavorazione a pastiglia. Si trattava di una specie di stucco che veniva applicato prima della dorature e che poteva essere plasmato o inciso con rotelle e punzoni. Serviva a dare un risalto alle aureole con la marcatura dei raggi e la definizione del contorno o talvolta con l’incisione di scritte. Anche eventuali gioielli presenti sulle figure potevano essere cosi posti in leggero rilievo. Sugli sfondi poteva essere usata per variarli con una leggera tramatura o con l’aggiunta di più o meno decisi motivi vegetali.

### Disegno e tinte
Il disegno poteva avvenire a mano libera da parte del maestro oppure, nelle botteghe più attrezzate, veniva eseguito su un foglio di carta e poi riportato con la tecnica dello spolvero. Per cancellare si spolverava via la polvere di carbone con penne di gallina.
A questo punto si iniziava a stendere il colore. I colori a tempera erano di tre categorie: vegetali, derivati da pietre dure macinate o derivati da sintesi chimiche, spesso ossidazione di metalli. Alla prima categoria appartenevano le tinte come il giallo zafferano, l'indaco, la cocciniglia o le terre e il nero carbone; alla seconda i preziosi blu come l'oltremare di lapislazzuli o la più economica azzurrite; alla terza il bianco di biacca o il bianco di San Giovanni, usato a Firenze. Le tempere solitamente usavano come legante il tuorlo d'uovo.
La tecnica pittorica nell'arte medievale italiana di solito prevedeva la stesura di velature partendo da quella più scura. Ad esempio per i corpi si partiva da un verde-terra che veniva via via schiarito per sovrapposizione fino ad arrivare alle tinte chiare del bianco e del rosa carnicino, che era il cinabrese. A volte restauri sbagliati ottocenteschi per ridare chiarore alle tavole hanno eroso con la soda caustica proprio quegli stati superficiali più chiari, andando ben oltre la velatura della polvere e ottenendo l'effetto contrario di scoprire le velature scure sottostanti.
La pittura avveniva di solito stendendo il dipinto in orizzontale o leggermente inclinato, comunque era un elemento che dipendeva dall'uso dell'artista e dalla grandezza del dipinto da eseguire.

### Verniciatura
Finita la fase pittorica le opere venivano messe ad asciugare all'aperto, dopodiché si passava alla verniciatura: dopo aver spolverato il tutto si stendeva un velo di gommalacca ottenuta da una resina vegetale sciolta in alcool.